# 清水響美
清水 響美（しみず きょうみ、1980年7月24日」 - ）は、日本のタレント。

## 来歴・人物
- 父は俳優の清水章吾で、母は洋画家の清水ハルマンで、日本人とアイルランド系ドイツ人のクォーター。
- 1999年に帝人の水着キャンペーンガールに選ばれ、これをきっかけに芸能界入りする。また同年ハウス食品のCM「ピュアインドリンク」にも出演した。当初は響美（きょうみ）名義で活動していた。
- 2006年1月9日放送のアンテナ22特別版新春ドキュメンタリードラマ・「告白」（日本テレビ）で父章吾との共演が実現。本格的に芸能界デビューとなった。
- 2007年6月を以って家族会社アトリエ・ハルマンに移籍し、芸名を今までの「響美」から本名の「清水響美」に改名した。